# Loški Potok
Loški Potok est une commune du sud de la Slovénie située non loin de la Croatie. La commune existe depuis 1995. Avant cette date, le territoire de la commune appartenait à la commune proche de Ribnica.

## Géographie
Le territoire de la commune, qui fait partie de la partie septentrionale des Alpes dinariques, possède un paysage très vallonné.

### Villages
Loški Potok est composée des villages de Črni Potok pri Dragi, Draga, Glažuta, Hrib - Loški Potok, Lazec, Mali Log, Novi Kot, Podplanina, Podpreska, Pungert, Retje, Srednja vas pri Dragi, Srednja vas, Stari Kot, Šegova vas, Trava et Travnik mais c'est à Hrib que se trouve le siège de la commune.

## Démographie
Entre 1999 et 2021, la population de la commune de Loški Potok est restée proche de 2 000 habitants,.
Évolution démographique
| 1999  | 2000  | 2001  | 2002  | 2003  | 2004  | 2005  | 2006  | 2007  |
| ----- | ----- | ----- | ----- | ----- | ----- | ----- | ----- | ----- |
| 2 084 | 2 064 | 2 066 | 2 059 | 2 057 | 2 048 | 2 042 | 2 039 | 2 037 |
| 2008  | 2009  | 2010  | 2011  | 2012  | 2013  | 2014  | 2015  | 2016  |
| 2 042 | 1 954 | 2 003 | 1 982 | 1 968 | 1 932 | 1 900 | 1 878 | 1 866 |
| 2017  | 2018  | 2019  | 2020  | 2021  |       |       |       |       |
| 1 863 | 1 838 | 1 798 | 1 789 | 1 816 |       |       |       |       |

## Personnalités importantes
- Anton Debeljak (Šegova vas, 1887-1952), poète.